# 溢出河道

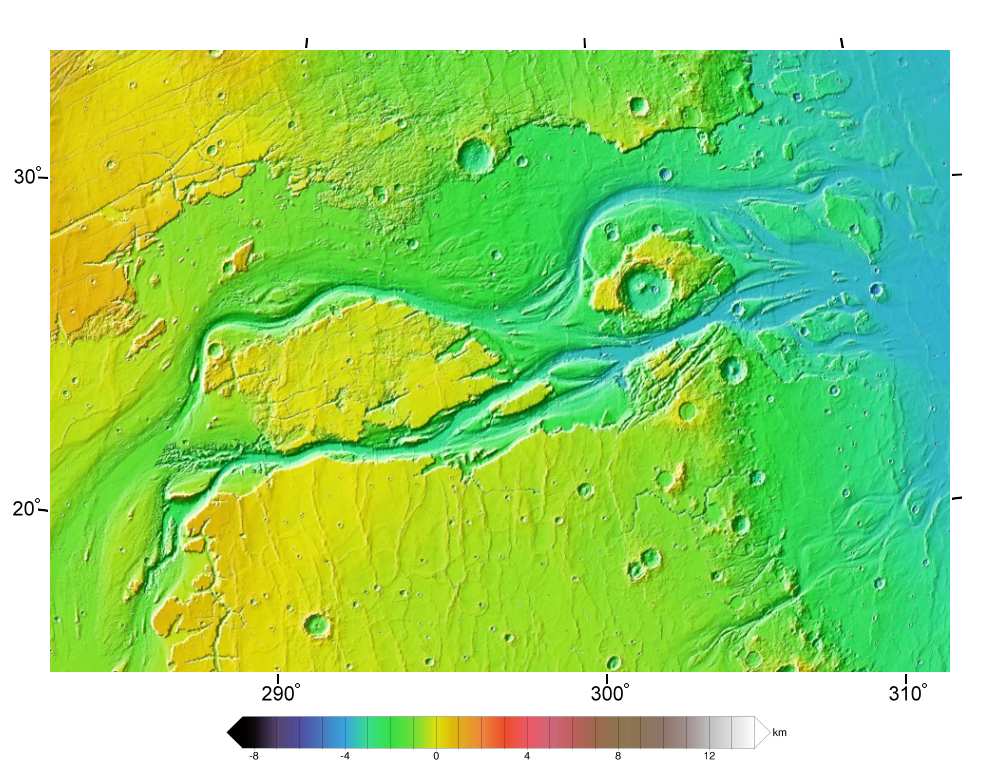
卡塞谷，激光高度计测得的高程数据。河道从左下流向右侧。北为上。图像宽度约为1600公里（990英里），河道系统将在该图以南延伸1200公里（750英里）至厄科深谷。

溢出河道（Outflow channels）是火星地表上大片被水流冲刷而成的极长、极宽的地带，它们绵延数百公里长，宽度通常超过一公里，被认为是由突发的巨大暴洪所造成。
撞击坑计数表明，大多数河道启源于赫斯珀里亚纪早期，不过这些特征的地质龄在火星不同区域并不相同。亚马逊和埃律西昂平原的一些溢出河道仅产生于数千万年前，按照火星地形特征的标准，这种年龄还非常年轻。最大的卡塞谷长约3500公里（2200英里），宽度超过 400公里（250英里），切入周边平原达2.5公里（1.6英里）深。
溢出河道与火星河谷特征形成对比，火星河道特征被称为“河谷系统”，它的树枝状外观更像地球上典型的河流流域。
溢出河道往往以古代世界各民族语言中对火星的称呼而命名，极少数以地球上的主要河流名命名。溢出河道一词于1975年被引入行星学。

## 形成
根据它们的地貌、位置和起源，今天人们普遍认为这些河道是由溃决的洪水（罕见、巨大、偶发的液态洪水）冲刷而成，尽管部分作者仍认为是由冰川、熔岩或泥石流作用所形成。但计算表明，凿刻出这些河道所需的水量至少等于且很可能超过目前地球上最大河流流量数个量级，而且可能与已知地球上发生过的最大洪水相当（例如，切割北美洲“槽化的史卡布土地”或墨西拿盐度危机结束时地中海盆地再次泛滥期间释放的洪水）。这种异常的流速和隐含的巨大水量不可能来源于降水，而是需要释放一些长期储存的水源，可能是被冰密封的地下含水层，被后来的陨石撞击或火山作用所导致。

## 按地区列出的溢出河道
以下为火星上已命名河道结构的部分列表，在文献中被称为“溢出河道”，主要遵循了卡尔《火星表面》一书中的定义。这些河道一般聚集在火星表面通常与火山区有关的一些区域，本列表反映了这一点。如果河道源头的原始结构清晰且已命名，则会在每一条目后面用括号和斜体标注。

### 环克律塞区
克律塞平原是一处大致呈圆形的火山平原，位于塔尔西斯隆起及其相关火山系统的东部。该区域包含了火星上最多最突出的溢出河道，这些河道向东或向北流入平原。
- 阿瑞斯谷 (阿伦混沌；亚尼混沌)
- 卡塞谷 (厄科深谷)
- 迈亚谷 (朱文塔峡谷)
- 马沃斯谷 (无明显源头)
- 拉维谷 (阿罗马特姆混沌)
- 沙尔巴塔纳谷 (奥森·威尔斯撞击坑中的混沌区；恒河峡谷?)
- 西穆德谷 (海德拉奥特斯混沌; 欧罗姆混沌?; 阿耳西诺厄斯混沌?)
- 提尔谷 (阿伦混沌?; 欧罗姆混沌?)

### 塔尔西斯区
在该区域，特别难以区分溢出河道和熔岩通道，但以下特征被认为至少曾被溢出河道的洪水覆盖过： 
- 奥林波斯槽沟群部分
- 邻近奥林帕斯山东南边缘的山谷（“无名地堑”）

### 亚马逊和埃律西昂平原
有数条河道从南部高原流入亚马逊和埃律西昂平原，或发源于平原内的地堑。该区域包含了一些最年轻的河道，其中一些河道分布有罕见的支流，且它们并非起源一处混沌区。有人认为，这些河道的形成机制可能比环克律塞平原周围的河道更多变，某些情况下，可能涉及地表湖泊决口。
- 卡希拉谷（Al-Qahira Vallis）
- 阿萨巴斯卡谷 (科柏洛斯槽沟)
- 格廖特谷（Grjota Vallis-无名地堑)
- 马丁谷 (高原上的浅洼地)
- 曼格拉谷 (曼格拉槽沟)
- 马尔提谷 (科柏洛斯平原)

### 乌托邦平原
有数条起始于埃律西昂山火山区以西的溢出河道，朝西北方流向乌托邦平原。这些河道往往起源于地堑，这在亚马逊和埃律西昂平原区很常见。其中一些河道如其表面结构以及边缘和末端的隆埂、舌状沉积物等所示，可能受到了火山泥流的影响。赫淮斯托斯槽沟谷和赫布罗斯谷的形态极不寻常，尽管有时被称为溢出通道，但它们的起源却令人费解。
- 格拉尼库斯谷(径直伸向埃律西昂山的地堑)
- 赫拉德谷(径直伸向埃律西昂山的地堑)
- 廷札谷(径直伸向埃律西昂山的地堑)
- 赫布罗斯谷(不规则凹陷；以断续的线性坑洼结束)
- 赫淮斯托斯槽沟 (不规则凹陷；流道拐过一段弯角；在一连串断续的线性凹陷处结束)

### 希腊区
三道河谷从希腊盆地边缘东部流向盆底。
- 道谷 (哈德里亚卡火山口附近的箱型峡谷)
- 哈马基斯谷 (靠近鲁尔谷末端)
- 尼日谷 (哈德里亚卡火山口附近的模糊洼地)

### 阿耳古瑞区
有观点认为，乌斯钵、拉冬、珍珠湾和阿瑞斯谷虽然现已被巨大的撞击坑隔开，但过去它们曾是连在一起向北流入克律塞平原的一条单一河道。该溢流的源头被认为来自阿耳古瑞陨石坑溃决的湖水，该陨坑曾被以前从南极流淌出的苏里尤斯(Surius）, 泽盖（Dzigai）和帕兰科帕（Palacopus) 等河道注满至坑沿，形成一座大湖泊。果真如此的话，该水系全长将超过8000米公里，成为太阳系中已知流径最长的河道。根据这一建议，现存的溢出河道阿瑞斯谷将是原有结构的改造。

### 极地区
火星两极都有深谷，北极峡谷和南极峡谷，这两者都被认为是由极地冰层下融溶冰水的释放所形成，就像地球上的冰湖溃决洪水。但其他人则认为是风蚀起源，由从两极吹下来的下降风所引起的。

## 另请参阅
- 混沌地形
- 火星混沌地形区列表
- 火星混沌地形
- 溃决洪水

## 延伸阅读
- Baker, V.R.; Carr, M.H.; Gulick, V.C.; Williams, C.R.; Marley, M.S. . Kieffer, H.H.; Jakosky, B.M.; Snyder, C.W.; Matthews, M.S.  (编). . Tucson, AZ: University of Arizona Press.
- Carr, M.H. . . Cambridge University Press. ISBN 978-0-521-87201-0.